# Harzfalkenhof

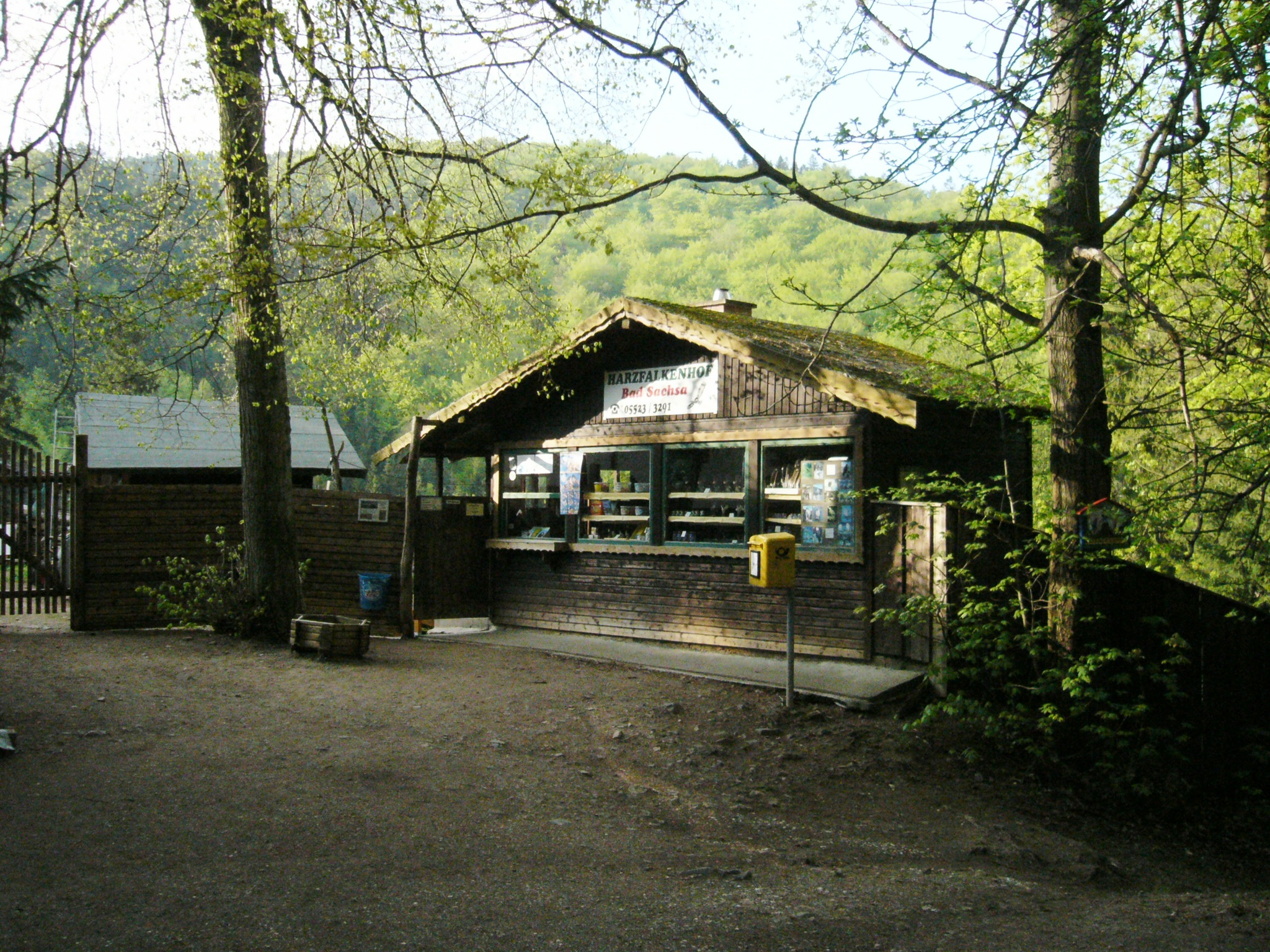
Eingangsbereich des Harzfalkenhofs mit Kiosk

Der Harzfalkenhof (früher auch Berg der Adler genannt, heutiger Name Harzfalkenhof-Zoo) ist ein am Ortsrand von Bad Sachsa am Südharz gelegener Greifvogelpark. Er befindet sich auf dem Katzenstein, einem Vorberg des Ravensberg und beherbergt vor allem Greifvögel wie Falken, Adler und Eulen, aber auch andere Tierarten wie Frettchen, Karakal und Wildkatzen.

## Geschichte

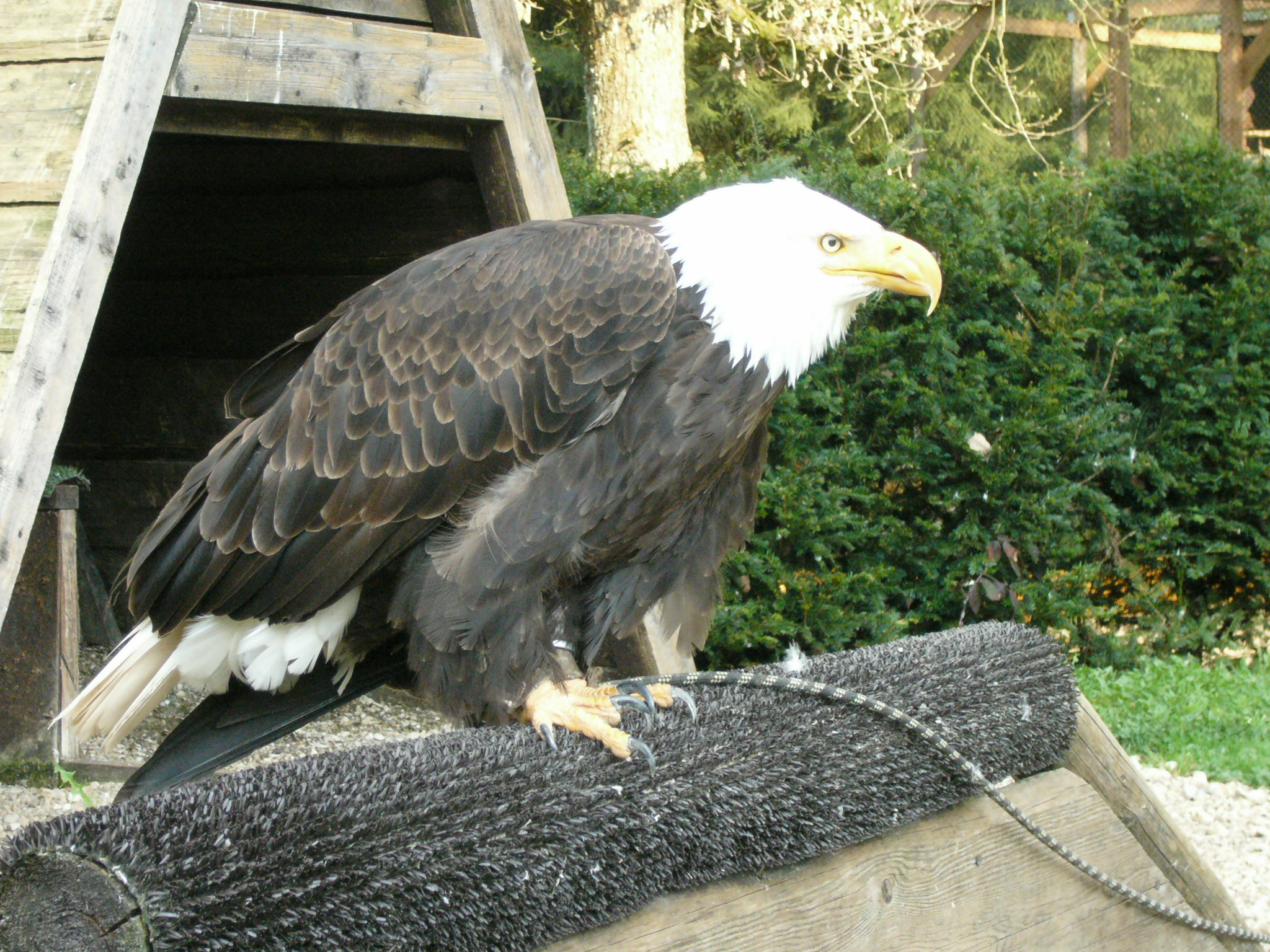
Weißkopfseeadler

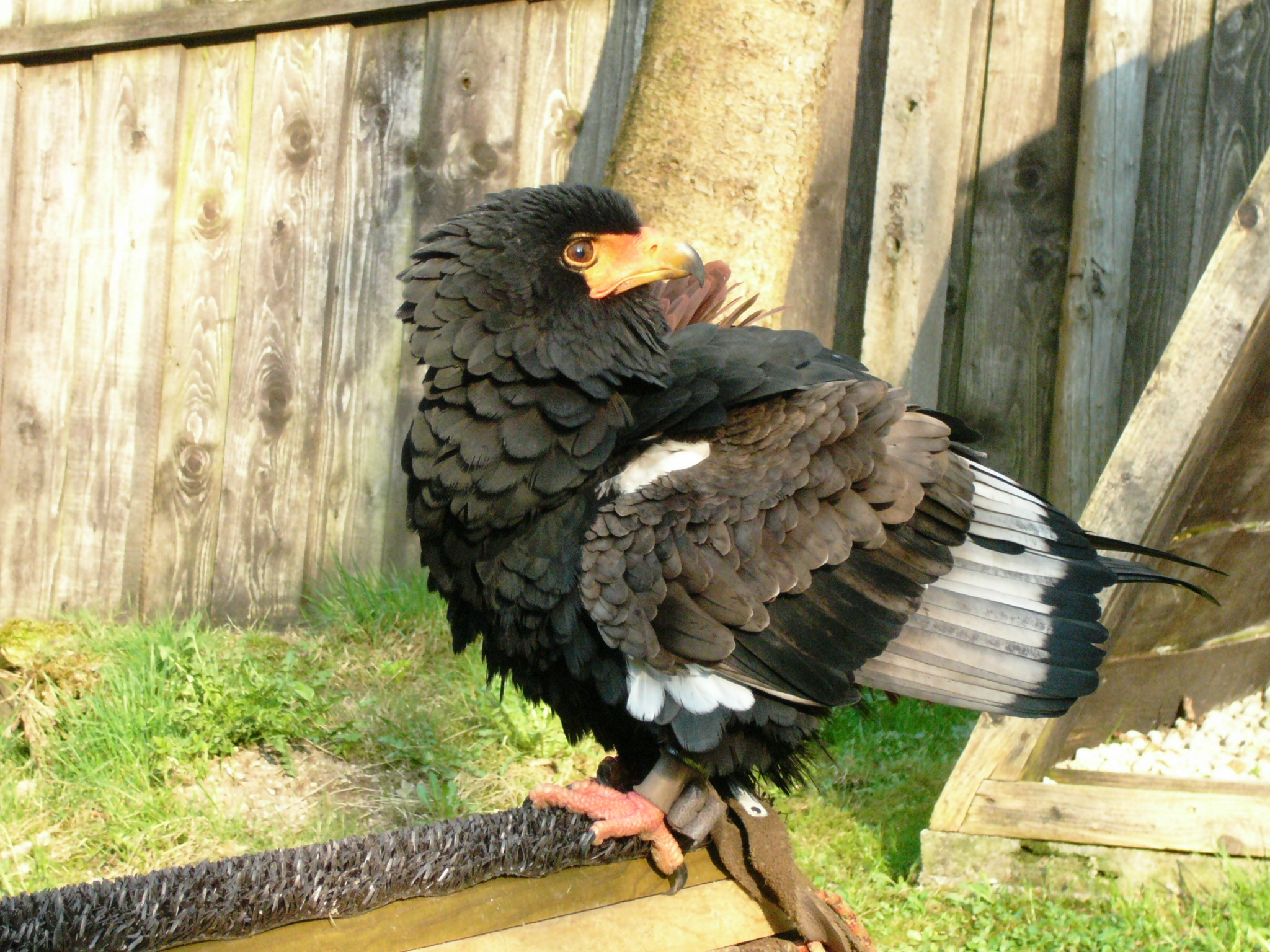
Gaukleradler

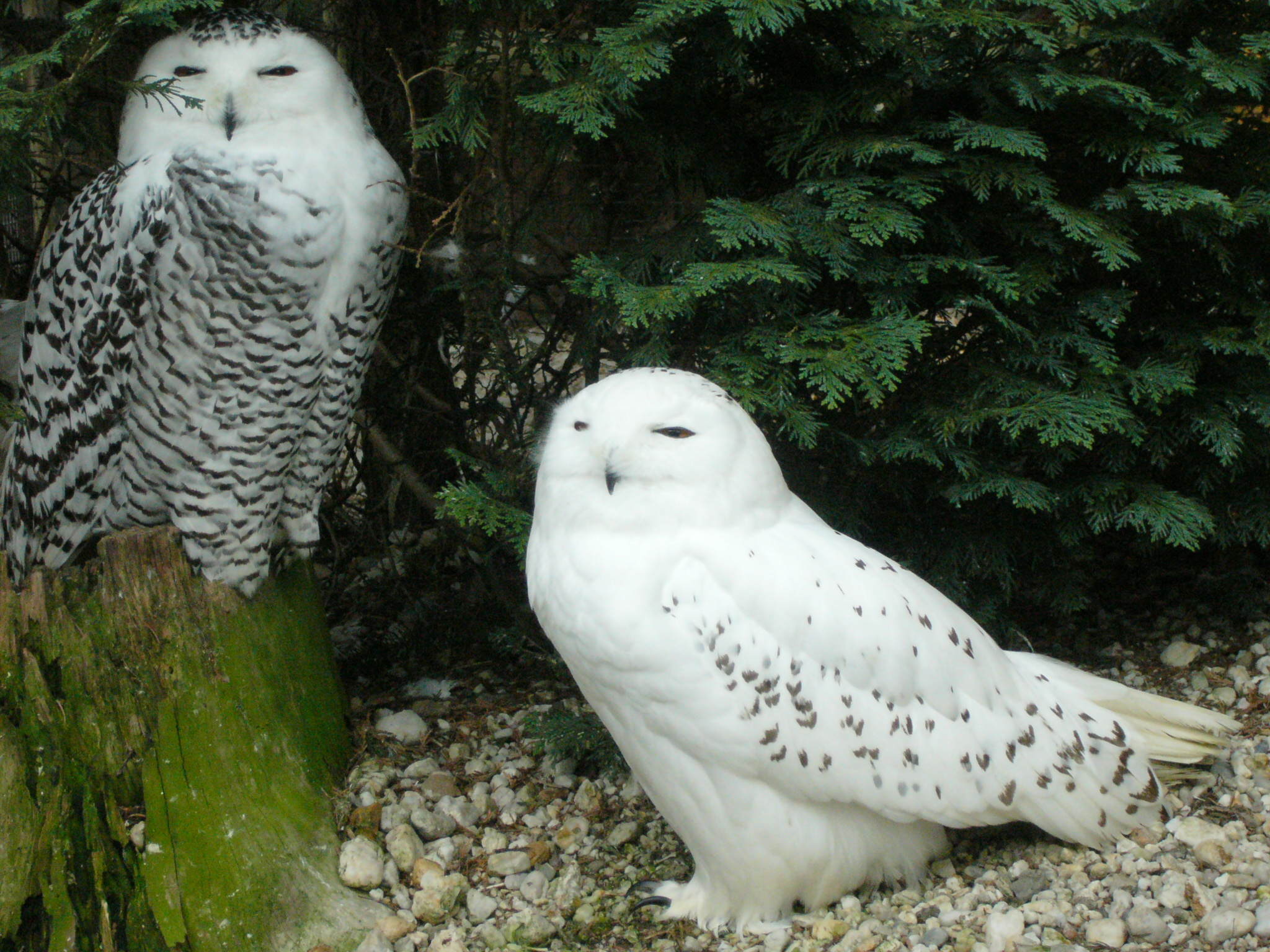
Schneeeulen

Der Harzfalkenhof entstand durch eine private Initiative, er befindet sich bis heute in Privatbesitz und wurde ohne öffentliche Unterstützung erbaut. Gegründet wurde der Falkenhof 1964 von Hans Reinecke aus Osterwald. Er war Mitbegründer und langjähriges Vorstandsmitglied des Ordens Deutscher Falkoniere. 1965 folgte die Eröffnung des etwa vier Hektar großen Geländes auf dem Katzenstein bei Bad Sachsa.
Auf der Anlage sind in den 1960er Jahren einige Coverfotos der bekannten Sängerin Alexandra entstanden.
1984 übernahm Joachim Klapproth den Harzfalkenhof. Er hatte vom Falkenmeister Reinecke die Falknerei erlernt. Er war in mehreren Falknerverbänden organisiert und Ehrenmitglied im Orden Deutscher Falkoniere.
2020 übergab Joachim Klapproth die Falknerei in die Hände des Falknermeisters Rochus Brotzer, der aus der Schweiz nach Deutschland verzogen war, um den Harzfalkenhof zu führen. Rochus Brotzer hat bereits als Kind den Umgang mit Greifvögeln und der Jagd kennengelernt. In der Schweiz hatte er sich später eine eigene Falknerei aufgebaut, die etwa 40 Vögel umfasste. Zudem war er Dozent an der Landesjagdschule Dornsberg in Baden-Württemberg für die Fächer Federwild, Falknerei und Beizjagd.
Hier im Harz arbeitet er für die Jagdschule Göttingen und begleitet angehende Falkner bis zur Prüfung.
Seit einigen Jahren werden hier auch wieder Rennfalken (bspw. Wanderfalken, Gerfalken) gezüchtet. Rochus Brotzer gehört zum saudischen RUH-Falcons-Team.
Der Harzfalkenhof-Zoo beherbergt vor allem Greifvögel, Falken, und Eulen, aber auch Kleinraubtiere wie Frettchen, Karakal und Wildkatzen.
Derzeit (2023) leben 73 Tiere in der Anlage auf dem Katzenstein.

## Aufgaben
Der Harzfalkenhof sieht seine Aufgaben hauptsächlich im Artenschutz,  der Greifvogelzucht, der Falknerei und beteiligt sich  erfolgreich an Zuchtprogrammen für bedrohte Tierarten.
Er bietet die Möglichkeit zur Greifvogelforschung, insbesondere der Funktionen der Greifvögel im Ökosystem, und leistet damit einen Beitrag zur Erhaltung der Greifvögel und zur genetischen Vielfalt.
Außerdem bietet er für Besucher (Schulklassen, Kindergärten etc.) Gelegenheit zur Umwelterziehung und Erfahrungspädagogik.

## Besonderheiten

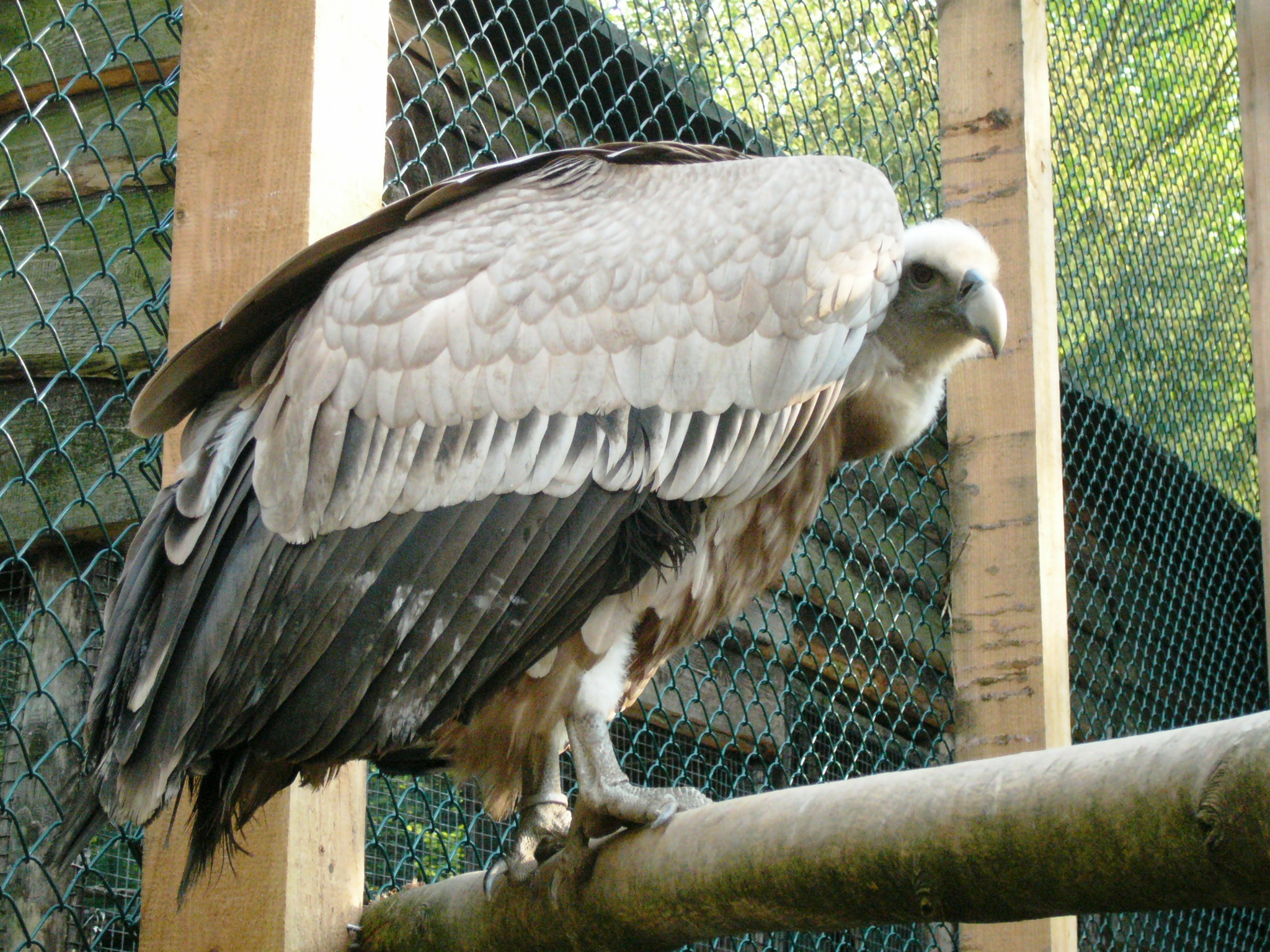
Schneegeier

Die Vögel des Harzfalkenhof werden meistens paarweise in artgerechten Volieren gehalten, so dass Zuchterfolge keine Seltenheit sind. Nach eigenen Angaben sind die Nachzuchten der großen Schneegeier weltweit einmalig.
Und die preisgekrönten Falken erfliegen zahlreiche Trophäen u. a. auf den Rennstrecken Saudi-Arabiens.
Der Harzfalkenhof bietet Patenschaften an, durch die Interessierte für einen Jahresbeitrag Pate von einem der Tiere werden.

## Flugvorführungen
Die bei gutem Wetter zweimal täglich (bei einer Mindestbesucherzahl von 10 Personen) stattfindenden Flugvorführungen  dienen dem Flugtraining der Vögel und ermöglichen eine artgerechte Haltung. Außerdem bewirken sie die Erhaltung des natürlichen Jagdtriebs und in manchen Fällen die Erhöhung der Erfolgschancen einer Wieder-Auswilderung.
Weitere Aktionen des Harzfalkenhof sind seit 2020 Greifvogelwanderungen, Falknererlebnistage und die Beizjagd.
Besucher können eine DVD über den Harzfalkenhof-Zoo sowie einen Kalender mit Bildern der Greifvögel und Eulen erwerben.

## Greifvogelbestand
| - Schneegeier - Gänsegeier - Bengalgeier - Truthahngeier - Steinadler | - Weißkopfseeadler - Schreiseeadler - Riesenseeadler - Steppenadler - Gaukler | - Mäusebussard - Wüstenbussard - Rotmilan - Schwarzmilan - Habicht | - Sperber - Sakerfalke - Lannerfalke - Luggerfalke - Turmfalke | - Wanderfalke - Uhu - Virginia-Uhu - Habichtskauz - Waldkauz | - Schneeeule - Waldohreule - Schleiereule - Südbüscheleule - Bartkauz | - Brillenkauz - Steinkauz - Raufußkauz |

Darüber hinaus werden in der Anlage auch Frettchen,  Karakal und Wildkatzen gehalten.

## Wildvogel-Auffangstation
Die Interessengemeinschaft Wildvogelhilfe Südniedernachsen e. V. mit Sitz im Harzfalkenhof legt ihren Schwerpunkt auf die fach- und tiergerechte Pflege verletzter, kranker, junger oder schwach gewordener Wildvögel sowie die Förderung des Naturschutzes und der Landschaftspflege.

## Märchengrund
Am Katzenstein an der Straße zum Ravensberg bei Bad Sachsa befindet sich mit dem 1910 eingerichteten Märchengrund der älteste Märchenpark Deutschlands.